# Hàng không năm 1918
Đây là danh sách các sự kiện hàng không nổi bật xảy ra trong năm 1918:

## Các sự kiện

### Tháng 1
- 25 tháng 1 - Carl Mather đại úy không quân Mỹ chết trong một tại nạn va chạm máy bay.

### Tháng 2
- 5 tháng 2 - Đại úy Stephen W. Thompson bắn hạ máy bay đầu tiên của Đức, đây là chiến thắng đầu tiên trên không của Quân đội Hoa Kỳ.
- 8 tháng 2 - Phi đội Lafayette, phi đội người Mỹ tình nguyện phục vụ trong Quân đội Pháp được chuyển về phục vụ trong Quân đội Mỹ và đổi tên thành Phi đội không quân số 103.

### Tháng 3
- 6 tháng 3 - Không quân Phần Lan được thành lập.
- 6 tháng 3 - Chuyến bay đầu tiên thành công của máy bay không người lái, Bom bay Curtiss-Sperry, nó báo trước sự ra đời của loại máy bay không người lái UAV hiện đại.
- 11 tháng 3 - Các chuyến bay quốc tế vận chuyển bưu phẩm đầu tiên được thực hiện, với máy bay Hansa-Brandenburg C.I thực hiện các chuyến bay từ Viên, Lviv, Proskurov, và Kiev.
- 21 tháng 3 - Người Đức thực hiện Cuộc hành quân Michael, sự kiện mở đầu cho Cuộc tấn công Mùa Xuân. Những cuộc tấn công ban đầu chống lại người Anh ở mặt trận phía Tây trong Trận St Quentin thứ nhất, Không quân Đức đã huy động 1.680 máy bay chống lại 579 máy bay Không quân Anh.
- 24 tháng 3 - Đại úy J.L. Trollope thuộc Phi đội số 43 RFC bắn hạ 6 máy bay Đức trong 1 ngày.
- 25 tháng 3 - Thiếu úy John McNamara thực hiện cuộc tấn công đầu tiên của Hải quân Hoa Kỳ vào một tàu ngầm.
- 30 tháng 3 - Alan Jerrard VC, phi công "át" của Anh (7 bắn hạ máy bay địch) bị bắn hạ bởi Benno Fiala von Fernbrugg và bị giam giữ.

### Tháng 4
- 1 tháng 4 - Quân đoàn bay Hoàng gia và Cục Không quân Hải quân Hoàng gia hợp nhất thành Không quân Hoàng gia Anh. Không quân Hoàng gia Nữ cũng được thành lập cùng vào thời điểm này.
- 12 tháng 4 - Cuộc tấn công cuối cùng của khí cầu Zeppelin vào nước Anh.
- 12 tháng 4 - Đại úy H.W. Woollett thuộc Phi đội số 43 RAF bắn hạ 6 chiếc máy bay trong 2 lần xuất kích, bao gồm 5 chiếc Albatros D.V.
- 21 tháng 4 - Manfred von Richthofen, một huyền thoại sống được gọi với cái tên "Bá tước Máu" và "át của át" bị bắn hạ và bị giết chết. Anh ta đã bắn hạ 80 máy bay trước khi bị bắn hạ. Người ta cho rằng người bắn hạ anh ta là đại úy Canada Roy Brown, nhưng các cuộ tranh luận lại cho rằng anh ta bị bắn hạ bởi các phân đội của Australia.
- 23 tháng 4 - Trung úy Paul Baer bắn hạ chiếc máy bay thứ 5, trở thành phi công "át" đầu tiên của Lực lượng Viễn chinh Hoa Kỳ.
- 25 tháng 4 - Phi công "át" Bỉ, Willy Coppens, bắn hạ máy bay đầu tiên. Anh ta là người bắn hạ nhiều máy bay nhất của Không quân Bỉ.

### Tháng 5
- 15 tháng 5 - Mỹ bắt đầu mở dịch vụ vận chuyển bưu phẩm bằng đường không, giữa New York và Washington, DC. Chuyến bay đầu tiên được thực hiện bởi trung úy Geoffrey Boyle trên một chiếc Curtiss JN-4H.
- 19 tháng 5 - Raoul Lufbery, chỉ huy của Phi đội máy bay số 94 (Hat in the Ring) và là phi công "át" thứ hai của Mỹ với 17 lần bắn hạ máy bay địch, bị chết trong một trận không chiến.
- 20 tháng 5 - Cuộc ném bom cuối cùng của Đức vào London trong Chiến tranh thế giới thứ nhất.
- 24 tháng 5 - Josef Kiss, phi công "át" đứng thứ năm của Áo-Hung, bị bắn hạ trong một trận không chiến. Anh ta đã bắn hạ 19 chiếc máy bay.

### Tháng 6
- Một đơn vị máy bay ném bom của Mỹ được tách ra đến Italia hoạt động, họ sẽ lập căn cứ ở Ý và tấn công Áo.
- 19 tháng 6 - Phi công "át" đứng đầu của Italy, Maggiore Francesco Baracca chết do các đơn vị dưới đất của Áo bắn hạ. Anh ta bắn hạ 34 chiếc máy bay.
- 24 tháng 6 - Chuyến bay vận chuyển bưu phẩm đầu tiên của Canada được thực hiện, giữa Montreal và Toronto.
- 24 tháng 6 - RAF triển khai loại bom mới nặng 1.650 lb (748 kg) lần đầu tiên. Một quả được thả xuống Middelkerke, Bỉ bởi một chiếc Handley Page O/400 thuộc Phi đội số 216 RAF.

### Tháng 7
- 9 tháng 7 - Phi công "át" của Anh, James McCudden chết khi máy bay anh ta đâm xuống đất trong một lần hạ cánh.
- 26 tháng 7 - Thiếu tá Edward Mannock, một trong những phi công "át" bắn hạ nhiều máy bay nhất của Anh trong chiến tranh, bị súng phóng không của Đức bắn hạ. Anh ta đã bắn hạ 73 chiếc máy bay.
- 31 tháng 7 - Trung úy Frank Linke-Crawford, phi công "át" thứ tư của Áo, bị bắn hạ trong một trận chiến. Anh ta đã bắn hạ 27 chiếc máy bay.

### Tháng 8
- 11 tháng 8 - Phi đội trưởng Stuart Culley bắn hạ chiếc khí cầu Zeppelin L 53 sau khi cất cánh từ một xà lan được kéo đằng sau tàu HMS Redoubt.
- 11 tháng 8 - Phi công đầu tiên sử dụng dù trong một trận không chiến, khi phi công của Đức thoát khỏi buồng lái của máy bay của anh ta, chiếc Pfalz DIII, sau khi nó bị tấn công bởi phi công thuộc Phi đội số 19 RAF.

### Tháng 9
- Được biết đến như Tháng 9 Đen tối, trong suốt tháng này, quân đồng minh đã mất 560 máy bay, trong đó có 87 chiếc của Mỹ.
- 12 tháng 9 - 627 máy bay Pháp và 611 của Mỹ được tung ra trong Trận đánh Saint-Mihiel. Lúc này, đây là lượng máy bay lớn được tập hợp cho một hoạt động đơn lẻ.
- 24 tháng 9 - Trung úy David Ingalls bắn hạ máy bay thứ 5, trở thành phi công "át" duy nhất của Hải quân Hoa Kỳ trong Chiến tranh thế giới thứ nhất.

### Tháng 10
- 5 tháng 10 - Phi công nổi tiếng người Pháp, trung úy Roland Garros bị bắn hạ và chết trong một trận không chiến.
- 14 tháng 10 - Bá tước Willy Coppens, phi công "át" bắn hạ nhiều máy bay của Bỉ,  bị thương nặng, buộc anh ta phải kết thúc sự nghiệp của mình. Anh ta đã bắn hạ 37 chiếc máy bay, 34 chiếc trong đó là khí cầu quan sát.

### Tháng 11
- 11 tháng 11 - Kết thúc Chiến tranh thế giới I. RAF phải chịu 16.623 tổn thất, trong khi Không quân Đức chịu hơn 15.000 tổn thất.

### Tháng 12
- 12 tháng 12 - Đại úy R.M. Smith, A.E. Borton và W. Salmond thực hiện chuyến bay trên chiếc Handley Page O/400 từ Heliopolis đến Karachi, để nghiên cứu tuyến đường vận chuyển bưu phẩm đến Ấn Độ.
- 13 tháng 12 - A.S.C. MacLaren và đại úy Robert Halley thực hiện chuyến bay đầu tiên từ Anh đến Ấn Độ, trên một chiếc Handley Page V/1500

## Chuyến bay đầu tiên
- SEA IV

### Tháng 3
- 4 tháng 3 - de Havilland DH.10
- 6 tháng 3 - Bom bay Curtiss-Sperry
- 10 tháng 3 - Junkers D.I

### Tháng 5
- Handley Page V/1500

### Tháng 6
- 6 tháng 6 - Fairey III

### Tháng 8
- 7 tháng 8 - Blériot-SPAD S.XX
- 17 tháng 8 - Martin MB-1
- 21 tháng 8 - Nieport-Delage NiD 29

### Tháng 10
- 2 tháng 10 - Kettering Bug

## Bắt đầu hoạt động

### Tháng 8
- Fokker D.VIII